# Dystopie

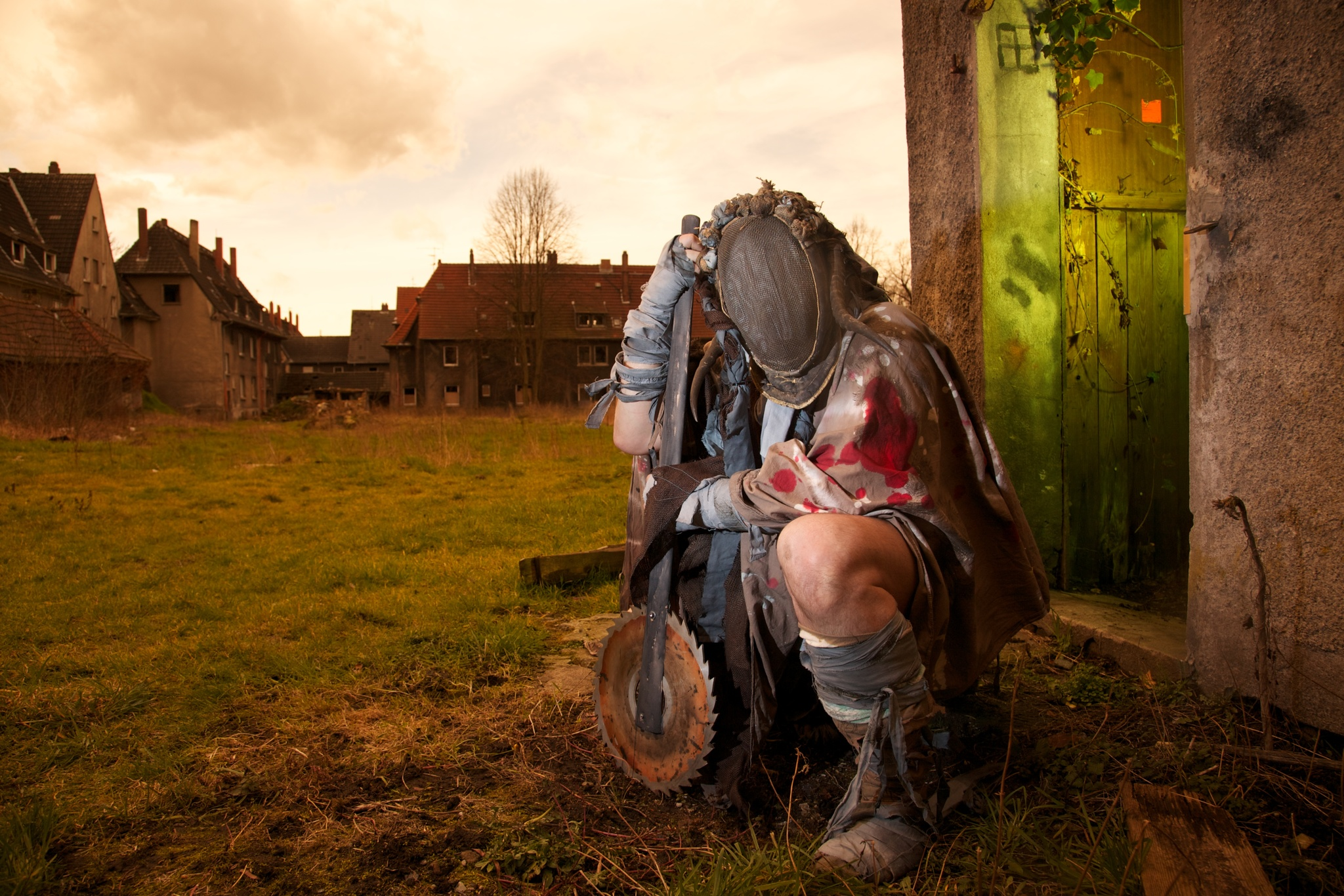
Figur im Live-Rollenspiel mit dystopischem Szenario

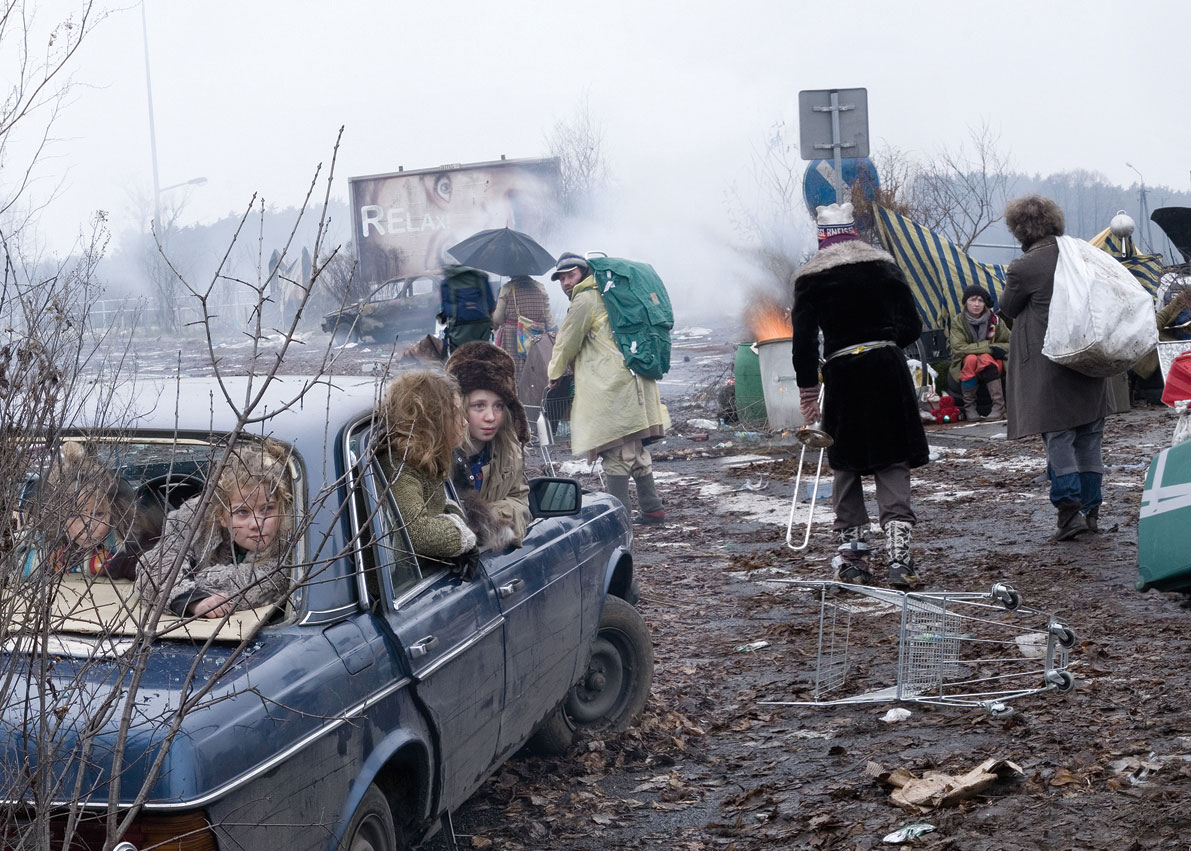
Menschen beim Verlassen der Städte. Vision des Künstlers Zbigniew Libera – Dystopie

Eine Dystopie ist eine meist in der Zukunft spielende Erzählung, in der eine erschreckende oder nicht wünschenswerte Gesellschaftsordnung dargestellt wird. Deshalb wird eine derartige Fiktion einer negativen (Zukunfts-)Welt auch Antiutopie (oder Anti-Utopie) und negative Utopie, selten auch Kakotopie oder Mätopie genannt. Die Dystopie ist ein Gegenbild zur positiven Utopie beziehungsweise der Eutopie, die Thomas Morus mit seinem Roman Utopia geprägt hat. Häufig wollen die Autoren dystopischer Geschichten mit Hilfe eines pessimistischen Zukunftsbildes auf bedenkliche gesellschaftliche Entwicklungen der Gegenwart aufmerksam machen und vor deren Folgen warnen.

## Begriff
Der Begriff Dystopie (aus altgriechisch δυς- dys- „miss-, un-, übel-“ und lateinisch topia „Landschaftsmalerei, -beschreibung“, dieses von griechisch τόπος tópos „Ort, Stelle, Gegend“) hat vor allem in jüngerer Zeit breite Verwendung gefunden. Synonyme sind Anti-Utopie, negative Utopie, schwarze Utopie oder Gegenutopie; selten wird auch Kakotopie (κακός kakós „schlecht“) oder Mätopie (von μή mē „nicht“) verwendet.
Eine Utopie ist dem eigentlichen Wortsinn nach die Beschreibung eines „Nicht-Ortes“, d. h. eines Ortes, den es im realen Leben nicht gibt, es ist ein herbeigewünschtes Nirgendwo; die griechische Vorsilbe ου- ou- ist verneinend wie das deutsche „un-“ im Sinne von „nicht-“. Philosophische und literarische Utopien sind faktisch aber ausgeführte Entwürfe eines Staates oder Landes, dessen Gesellschaft gut organisiert ist, was deshalb gelegentlich ähnlich klingend Eutopie genannt wird (im Englischen sogar gleich klingend), denn die griechische Vorsilbe ευ- eu- steht für „gut-“ oder „wohl-“. Eben dazu ist δυσ- dys- das Gegenstück. Insofern sind die Begriffe Dystopie und Utopie nicht exakt gegenteilige Begriffe in dem Sinne wie Dysphorie und Euphorie.

## Gesellschaft
Eine dystopische Gesellschaft ist oft charakterisiert durch eine diktatorische Herrschaftsform oder eine Form repressiver sozialer Kontrolle. Typische Charakteristika einer Dystopie: Dem Individuum ist durch mechanisierte Superstaaten jegliche Freiheit genommen, die Kommunikation der Menschen untereinander ist eingeschränkt oder anderweitig gestört, unethische Großunternehmen haben weitreichende Kontrolle oder das Bewusstsein der eigenen Geschichte oder eigener Werte ist gekappt. Moderne Dystopien sind oft Subjekt von Werken des Genres Social Science Fiction.

## Geschichte und Herkunft
Die Geschichte der Dystopien beginnt erst im Zeitalter der industriellen Revolution. Zwar gab es schon immer Gegner von Naturwissenschaft und technischem Fortschritt, doch resultierte daraus nie eine Gegenutopie. Selbst die Fortschrittgläubigen zweifelten zunächst an den technischen Möglichkeiten. Erst als ihre Vorstellungen von der Realität eingeholt wurden, bestand ein Grund, die technische Weiterentwicklung und ihre Tendenzen anzugreifen.
Erste Ansätze finden sich hier bei E. T. A. Hoffmann; die erste Dystopie im engeren Sinn ist Mary Shelleys Roman Verney, der letzte Mensch.
Der erste Gebrauch des Wortes wird John Stuart Mill zugeschrieben, dessen gute Griechisch-Kenntnisse es vermuten lassen, dass er unter Dystopia nicht lediglich das Gegenteil von Thomas Morus’ Utopia verstand, sondern vielmehr einen Ort meinte, an dem es im weitesten Sinne schlecht um die Dinge bestellt sei.

## Grenze des Fortschrittsoptimismus der industriellen Revolution
Die Zerstörung des Fortschrittsglaubens beginnt allmählich im letzten Drittel des 19. Jahrhunderts. Das lässt sich auf verschiedene Gründe zurückführen: erstens die technische Entwicklung in zuvor nie dagewesener, exponentiell steigender Geschwindigkeit, zweitens die wachsende Zentralisierung von Ländern und den Machtverhältnissen darin, drittens die generelle und kollektive Fin-de-siècle-Angstvorstellungen, sowie viertens, dass fast alle bewohn- und bewirtschaftbaren Landflächen der Erde von Menschen oder Institutionen wie Regierungen besessen werden; die Grenzen räumlicher Expansion beginnen sich deutlich abzuzeichnen.

## Grundzüge einer dystopischen Gesellschaft
Eine dystopische Gesellschaft weist für gewöhnlich mindestens einen der folgenden Züge aus dieser nicht erschöpfenden Liste auf:
- Eine augenscheinlich utopische Gesellschaft, frei von Armut, Seuchen, Krankheit, Konflikten und sogar emotionaler Niedergeschlagenheit. Unter der Oberfläche offenbart sich jedoch genau das Gegenteil. Die zentralen Aspekte der Geschichte sind erstens das Problem an sich, zweitens die Art und Weise, wie dieses vertuscht wird, sowie drittens die Chronologie des Problems.
- Weitgehende Privatisierung der öffentlichen Daseinsvorsorge ohne funktionierende Aufsicht und Regulierung durch den Staat. Das hat zur Folge, dass ärmere Schichten nicht mit Energie und Wasser versorgt werden.
- Privatisierung der öffentlichen Verwaltung sowie auch im Gegensatz dazu deren bloße, systembezogene Hypertrophierung, z. B. in Franz Kafkas Der Process
- Soziale Schichtung, wobei die Gliederung der Gesellschaft in soziale Klassen streng definiert ist und ebenso streng durchgesetzt wird. Es fehlt an sozialer Mobilität, z. B. im Roman Schöne neue Welt von Aldous Huxley die Unterteilung in Alphas, Betas, Gammas, Deltas und Epsilons (Kastenwesen).
- Eine reiche Oberschicht isoliert sich in nach außen abgeriegelten (und teilweise luxuriösen) Wohnkomplexen, während die restliche Bevölkerung unter einfachen Bedingungen hausen muss wie in Die Tribute von Panem von Suzanne Collins.
- Hoch-entwickelte Technologie aber eine geringe Lebensqualität wie im Genre Cyberpunk[8]
- Nutzen futuristischer Technologien für problematische Zwecke ebenfalls in diesem Genre und dessen Derivaten
- Rückläufige Entwicklungen etwa in Bildung, Wissenschaft und Moral statt Fortschritt, welcher stagniert ist, insbesondere bei postapokalyptischen Dystopien.
- Ein hohes Wohlstandsgefälle sichert der reichen Oberschicht Zugang zu hochwertigen Lebensmitteln und Wasser, während sich der Rest der Bevölkerung mit künstlichen Nahrungsmitteln zufriedengeben muss.
- Wenig bis gar keine Mitbestimmung der unteren Schichten an politischen Entscheidungen, die allein von der Obrigkeit getroffen werden.
- Staatliche Propaganda und ein Bildungssystem, das die meisten Bürger in die Verehrung des Staates und seiner Regierung nötigt und ihnen die Überzeugung aufzwingt, das Leben unter dem Regime sei gut und gerecht.
- Die Einführung einer Sprache, die Kritik am Staat oder die Organisierung eines Aufstands unmöglich macht, da zu diesem Zweck schlicht die Worte fehlen (siehe Neusprech).
- Strikter Konformismus und die allgemein herrschende Annahme, dass Dissens und Individualität ein Übel seien.
- In der Regel gibt es eine Repräsentationsfigur des Staates, die von den Bürgern fanatisch verehrt wird, in Begleitung eines aufwendigen Personenkultes, wie für die Figur des Großen Bruders im Roman 1984 von George Orwell.
- Angst bzw. Abscheu vor der restlichen Welt außerhalb des eigenen Staates.
- Die allgemein herrschende Ansicht, das traditionelle Leben (insbesondere die traditionellen organisierten Religionen) sei primitiv und unsinnig. Alternativ dazu die vollständige Dominierung der Gesellschaft durch eine Staatsreligion, z. B. den Engsoz (Englischer Sozialismus, engl. Ingsoc = English Socialism) in 1984, oder die „Technopriests“ in der Comic-Buchreihe Der Incal rund um den Privatdetektiv John Difool.
- Das „historische Gedächtnis“ der bürokratischen Institutionen hebt das kollektive historische Gedächtnis der Menschen auf oder hat Vorrang vor diesem. Im Roman 1984 ist das Ministerium für Wahrheit mit der Anpassung des „autobiographischen“ gesellschaftlichen Gedächtnisses an die Bedürfnisse des Regimes betraut.
- Ein Strafvollzugsgesetz, dem eine angemessene Strafprozessordnung fehlt bis hin zum privatisierten Strafvollzug.
- Mangel an lebensnotwendigen Gütern für weite Teile der Bevölkerung, einhergehend mit bevorzugter Versorgung privilegierter Schichten. Das kann bis zu fast ewigem Leben für Privilegierte gehen (In Time – Deine Zeit läuft ab).
- Permanente Überwachung durch die Regierung oder ihre Behörden und weitreichende Zensur.
- Abwesenheit oder aber vollständige Kooptation der gebildeten Mittelschicht (z. B. Lehrer, Journalisten, Wissenschaftler), die in der Lage wäre, das herrschende Regime zu kritisieren.
- Militarisierte Polizeikräfte bis hin zur Privatisierung von Polizei und Militär.
- Die Verbannung der natürlichen (biologischen) Umwelt aus dem Alltag
- Konstruktion fiktionaler Ansichten über die Realität, die der breiten Masse aufgezwungen werden
- Korruption, Unfähigkeit oder Usurpation der demokratischen Institutionen
- Vorgetäuschte Rivalität zwischen Gruppen, die in Wirklichkeit ein Kartell bilden
- Die etablierten Kräfte bestehen darauf, dass sie die beste aller möglichen Welten verwirklichen und alle innerstaatlichen Probleme durch die Kräfte des (wenn nötig auch fiktiven) Feindes verursacht werden.
- Ein übergreifender, langsamer Zerfall aller Systeme (politisch, ökonomisch, religiös, infrastrukturell), der der Entfremdung des Einzelnen von der Natur, dem Staat, der Gesellschaft, der Familie sowie sich selbst geschuldet ist.
- Kritik, die trotz repressiver Maßnahmen des Regimes öffentlich wird, wird von der Medien- und Vergnügungskultur der Gesellschaft aufgesogen, trivialisiert und damit ins Absurde verkehrt, so in Schöne Neue Welt, in dem die Geschichte des Protagonisten „Michel“ (in der englischen Ausgabe „John“, auch the Savage „der Wilde“) von den staatlichen Medien zum reinen Zwecke der Unterhaltung und Vergnügung für breite Bevölkerungsschichten aufbereitet wird.
- Ausrichtung von Gesellschaft und Wirtschaft auf Stabilität. Die Ökonomie in dystopischen Gesellschaften ist so strukturiert, dass die Regierung oder das ökonomische System selbst immun gegenüber Veränderungen oder Störungen ist.
- Industrien arbeiten mit maximaler Effizienz und Kapazität, der erwirtschaftete Überschuss wird dabei vom Staat absorbiert. In 1984 sind die lebensnotwendigen Güter rationiert und der erwirtschaftete Überschuss wird vom immerwährenden „Krieg“ gegen Eurasien oder Ostasien aufgesogen. In Schöne Neue Welt fließt der Überschuss in das extreme Konsumverhalten der Bevölkerung, zu dem die Bevölkerung gar von der Regierung konditioniert wird.

## Grundzüge dystopischer Fiktionen
Für ihren fiktiven Zukunftsentwurf variieren Dystopien wiederkehrende Themen und Stoffe und stellen deren Bedeutung für die jeweilige Gesellschaft dar: die bereits im Vorfeld erfolgte Zerstörung oder Verwüstung des Planeten durch Krieg, Revolution oder Naturkatastrophen, eine diktatorische Herrschaft mit Totalüberwachung, die Zerstörung und Verwüstung des Planeten, knappe Ressourcen und staatlich verordnete Zuteilung, Pandemien/Seuchen oder auch undurchlässige Gesellschaftssysteme mit strenger, hierarchischer Unterteilung.
In vielen Dystopien herrscht ein Lebensstandard in den Unter- und Mittelschichten, der im Allgemeinen unter dem Niveau zeitgenössischer Gesellschaften liegt. Jedoch gibt es Ausnahmen, so in Schöne Neue Welt und Equilibrium, in denen die Bevölkerung zwar einen vergleichsweise hohen materiellen Standard genießt, sich diesen jedoch um den Preis ideeller Qualitäten, wie dem Verlust von emotionaler Tiefe, erkauft.
Protagonisten hinterfragen in der Regel die gesellschaftlichen Verhältnisse und spüren oft intuitiv, dass etwas im Argen liegt, so wie der Protagonist Winston Smith in George Orwells 1984, oder Neo in Matrix. Sofern die Fiktion auf unserer Weltordnung basiert, ist eine Kontrolle der Gesellschaft durch autokratische Strukturen (Wir, 1920), politisch installierte Totalüberwachung (GRM. Brainfuck, 2019) oder Großkonzerne (Der Circle, 2013) ebenfalls nicht unüblich.
Um den Leser in den Bann zu ziehen, nutzen dystopische Fiktionen üblicherweise Vertrautheit als ein weiteres Mittel: Es reicht nicht, das Leben in einer Gesellschaft zu schildern, die unerfreulich erscheint. In der fiktiven dystopischen Gesellschaft müssen Elemente aus dem Hier und Jetzt anklingen, die dem Leser aus seinem eigenen Erfahrungshorizont bekannt sind. Wenn der Leser die Muster oder Trends identifizieren kann, die unsere heutige Gesellschaft potentiell in das fiktive Dystopia führen könnten, wird die Beschäftigung mit der Fiktion zu einer fesselnden und wirkungsvollen Erfahrung. Schriftsteller können Dystopien wirksam nutzen, um ihre eigene Besorgnis über gesellschaftliche Trends zum Ausdruck zu bringen. So basiert George Orwells Roman 1984 auf politischen Entwicklungen im Jahr seiner Niederschrift 1948, in dem sich bereits ein eisiges Klima im Nachkriegs-Europa abzeichnete. In ähnlicher Weise schrieb Ayn Rand ihre Erzählung Anthem (deutsch: Die Hymne des Menschen) als eine Warnung vor der Unterordnung des Individuums unter den Staat oder „das Wir“. In Sebastian Guhrs Roman Die Selbstlosen werden Tierrechte über Menschenrechte gestellt. Margaret Atwood schrieb Der Report der Magd als eine Warnung vor dem aufkommenden religiös-fundamentalistischen Totalitarismus in den USA und der Scheinheiligkeit des Feminismus der 1970er-Jahre, der eher der Sache seiner Gegner in die Hände spielte.
In vielen dystopischen Gesellschaften gibt es Teile der Bevölkerung, die nicht unter der vollständigen Kontrolle des Staates stehen und in die der Held der Geschichte üblicherweise seine Hoffnungen setzt, aber am Ende dennoch scheitern. In 1984 von George Orwell spielen diese Rolle die „Proles“ (das Proletariat) bzw. die „Bruderschaft“, in der Dystopie Wir von Jewgeni Iwanowitsch Samjatin sind es die Menschen außerhalb der Mauern des „Einzigen Staates“.
Dystopische Fiktionen sind oft (aber nicht immer, in V for Vendetta gelingt es bspw. das faschistische Regime zu stürzen) ungelöst, das heißt, die Erzählung handelt von Individuen, die unbefriedigt sind und eventuell rebellieren, aber letztlich in ihren Bemühungen, etwas zu verändern, scheitern. Nicht selten fügen sie sich am Ende den gesellschaftlichen Normen. Dieser erzählerische Bogen, hin zu einem Gefühl der Hoffnungslosigkeit, ist bezeichnend für klassische dystopische Werke wie 1984. Sie stehen in krassem Kontrast zu Fiktionen, in denen ein Held erfolgreich Konflikte löst oder anderweitig Dinge zum Besseren kehrt.

## Kritik am Konzept von Dystopien

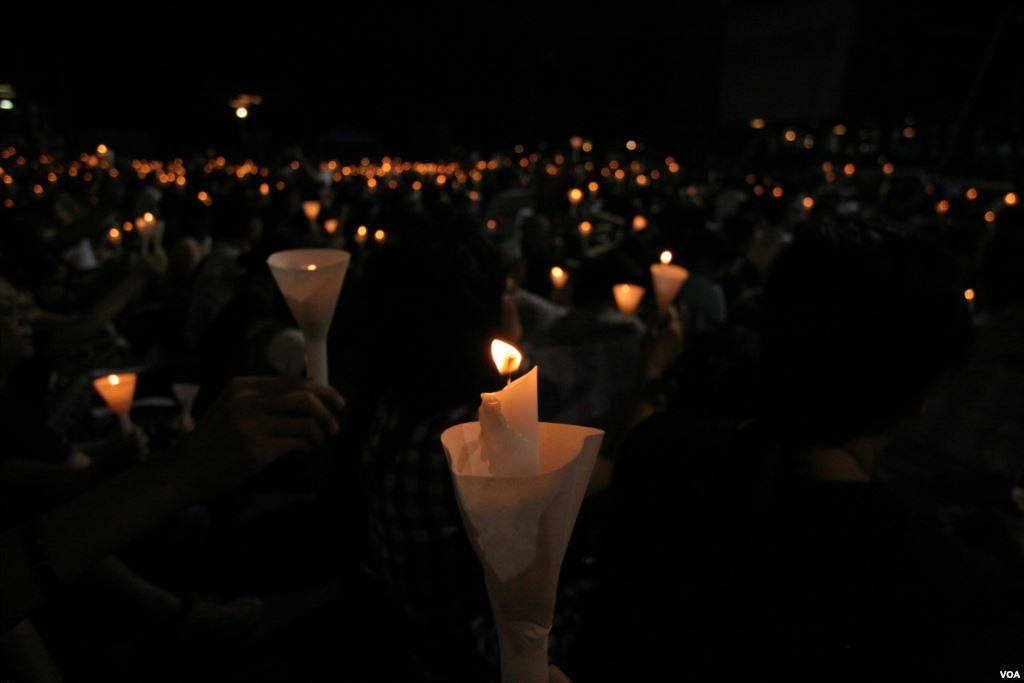
Ziviler Protest: wie in einigen Regionen, auch in dystopischen Welten extrem gefährlich

Ebenso wie die meisten Philosophen, Politikwissenschaftler und Schriftsteller die Idee einer perfekten Gesellschaft oder einer „Utopia“ aufgegeben haben, haben viele auch Skepsis geäußert in Bezug auf die Wahrscheinlichkeit einer realen Dystopia in der Fassung von Orwell und anderen. Obgleich es viele Staaten mit absolutistischem Machtanspruch in der Menschheitsgeschichte gegeben hat, weisen Schriftsteller wie Gregg Easterbrook und andere darauf hin, dass solche Gesellschaften zur Selbstzerstörung tendieren oder aber von benachbarten Gesellschaften zerstört werden. Diktaturen und ähnliche Regime neigen zur Kurzlebigkeit, da sie durch ihre Politik und ihre Handlungen kontinuierlich neue potentielle Gegner auf den Plan rufen.
Eine kritische Sicht auf dystopische Gesellschaftsverhältnisse besteht darin, sie als den drohenden Gang der Dinge zu betrachten. Demnach trachten alle sozialen Konstrukte (Ideen und Organisationen) ohne Unterlass danach, synergetische Gewinne durch Einschränkung der Freiheitsgrade und Nichtkonformitäten der Individuen zu erzielen. In gemäßigtem Maße ergibt das für das Individuum die Segnungen der Kultur und Zivilisation, im Exzess führt es zur Dystopie, wenn nämlich versucht wird, durch Überreglementierung und zwangsweise verabreichte Drogen den (komplexeren) biologischen Unterbau des Individuums auszuschalten, der zum Menschsein ebenso unerlässlich ist wie der soziale Überbau.

## Moderne Dystopien
Schon im 19. Jahrhundert gab es dystopische Szenarien (Edward Bulwer-Lytton: Das kommende Geschlecht), doch blieben diese randständig. Im 20. Jahrhundert entstand mit Samjatins Wir die erste „klassische“ Dystopie, in der gezeigt wird, wohin die etatistische Utopietradition führen kann, wenn sie auf dem technisch-naturwissenschaftlichen Stand des 20. Jahrhunderts aufbaut. Kurzgeschichten von Philip K. Dick wie Kolonie, Autofab und Der Minderheiten-Bericht (verfilmt als Minority Report) sind Klassiker der Dystopie. Das Warhammer-40.000-Universum, kreiert von Games Workshop als Tabletop-Spiel, aber in Büchern und Videospielen fortgesetzt, zeigt den Weg der Menschheit im 41. Jahrtausend: unterdrückt, tyrannisiert von einer Bürokratie im Auftrag des sogenannten „Gott-Imperators“, ständig im ewigen Krieg und Abwehrkampf gegen der Menschheit feindlich gesinnte Fraktionen wie Aliens und dämonenähnliche Wesen. Als moderne Autorin der Dystopie gilt die Kanadierin Margaret Atwood u. a. mit den Romanen Der Report der Magd (1985) und Die Zeuginnen (2019), auf welchen seit 2017 die Fernsehserie The Handmaid’s Tale – Der Report der Magd aufbaut.

## Literarische Dystopien
Die Auseinandersetzung mit negativer Utopie oder Dystopie begann in der Literaturkritik sukzessive in den 1950er-Jahren. Der Begriff „Dystopie“ im literaturkritischen Kontext wurde von Glenn Negley im Vorwort zu The Quest for Utopia, einer Anthologie utopischer Texte von 1952, eingeführt. Im Jahr 1956 veröffentlichte George Woodcock (ein Freund von George Orwell und Anarchist) Utopias in Negative, in dem er zu dem Schluss kam, dass das Ergebnis einer vier Jahrhunderte langen Entwicklung des utopischen Genres ein Übergang zu Werken sei, die die Ängste der Menschheit materialisieren. Auch hier wurde der Begriff der „negativen Quasi-Utopie“ verwendet, und die Romane von Jewgeni Samjatin, Aldous Huxley und George Orwell wurden erstmals als Referenz in diesem Genre bezeichnet. Das Jahr 1914 wurde als Wendepunkt für die Entwicklung des utopischen Genres und seine Umwandlung in ein dystopisches Genre bezeichnet. Im Jahre 1961 veröffentlichten Arthur Lewis und Fred Polak ihre Forschung mit dem zweibändigen Werk The Image of the Future. Lewis präsentierte eine komplexe Klassifizierung dystopischer Genres, die er im Allgemeinen auf drei Kategorien reduzierte: antitotalitär, antitechnologisch und satirisch oder eine Kombination aus diesen. Chad Walsh veröffentlichte 1962 seine Studie From Utopia to Nightmare, die ungefähr die gleichen Ansichten wie Aldous Huxley vertrat und den Leser starr vor die Wahl stellte: „Entweder Kreativität oder Sicherheit und Stabilität, aber nicht beide Optionen gleichzeitig“. Irving Howe sah 1963 Dystopie als eine konservative Reaktion auf die Linke.
Gregory Claeys erkannte die Forschung von Alexandra Aldridge Scientific World View in Dystopia (1978) als Meilenstein, der auf der Analyse der Texte von Samjatin, Huxley und Orwell aufbaute. Sie war die erste, die Dystopie nicht nur als eine Umkehrung der Utopie erklärte, sondern auch als eine spezielle generische Kategorie, die im Einklang mit der Philosophie und Literatur des New Age entstand, die Entfremdung von Wissenschaft und Technologie berücksichtigte und das wissenschaftliche Weltbild und die Vernunft kritisierte. Laut Aldridge kritisiert Dystopie den Rationalismus als Weltanschauung für „das Bekenntnis zu instrumentellen Werten und die Erhebung funktionaler und kollektiver Ziele über humanistische und individuelle“ sowie dafür, dass er das humanistische Ethos technologisch ersetzt. Die überwiegende Mehrheit der Autoren der 1960er- und 1970er-Jahre glaubte, dass die Umwandlung von Utopie in Dystopie in der Zeit von 1890 bis 1914 stattfand, wenngleich Aldridge selbst Bulwer-Lyttons The Coming Race als Beispiel für eine frühe Dystopie bezeichnete. Die wichtigste Studie der 1980er-Jahre war die Monographie Utopia and Anti-Utopia in Modern Times von Krishan Kumar, deren erste Auflage 1987 erschien. Während er allgemein den Begriff „Antiutopie“ verwendete, stand „Dystopie“ in dieser Studie als Synonym dafür. Kumars wichtigste Schlussfolgerung beruht auf der Ambivalenz des utopischen Genres, in dem selbst die utopischsten Texte antiutopische Züge enthalten, die von ihren Autoren nicht vorgesehen waren. Parallel dazu veröffentlichte Lyman Sargent Artikel und Monographien, die sich mit negativen Utopien oder Dystopien befassten, berücksichtigte jedoch in der Monographie von 1994 keine Texte, die in den letzten 30 Jahren verfasst wurden.
In der Zukunft wurden zahlreiche spezielle und allgemeine Werke zum Thema veröffentlicht. Tom Moylan erklärte in seiner Monographie aus dem Jahr 2000 (deren Titel sich auf E. M. Forsters The Machine Stops bezog) das Ende der klassischen dystopischen Tradition und deren Ersetzung durch „kritische Dystopie“. Der Rezensent Kenneth Roemer betonte Moylans subtile literarische Analyse und insbesondere seine Interpretation der Romane von Huxley, Doris Lessing und anderen. Moylan unterschied zwischen den Konzepten „Antiutopie“ und „Dystopie“, was in der westlichen Geschichtsschreibung eine Seltenheit darstellt. Claeys hob Erika Gottliebs Monographie Dystopian Fiction East and West aus dem Jahr 2001 hervor, in dem die Analyse der osteuropäischen Dystopie einen besonderen Platz einnahm. Gottlieb kam zu dem Schluss, dass Dystopie ein „postchristliches Genre“ sei, das die Hölle auf Erden, „die schlimmste mögliche Welt“, beschreibt. Der Hauptplatz wurde jedoch nicht der Literatur, sondern den realen politischen Regimen eingeräumt. Im Jahr 2010 wurde die Sammelstudie Utopia/Dystopia: Conditions of Historical Possibility im Verlag der Princeton University Press veröffentlicht.
Im Jahr 2017 wurde eine Sonderstudie von Gregory Claeys veröffentlicht: Dystopia: A Natural History. Das Buch erhielt positive Kritiken von Rezensenten. So beschrieb sie Samuel Moyn, Professor an der Yale University, als „wissenschaftliche Rezension“, obwohl er Claeys kritisierte, der, da er kein Spezialist war, versuchte, die wirklichen politischen Regimes von Maximilien de Robespierre, Adolf Hitler, Josef Stalin und Pol Pot zu berücksichtigen. Der Autor zeigte, dass die dystopische Tradition eine moderne Projektion des apokalyptischen religiösen Bewusstseins und der langen Besessenheit des christlichen Westens von der „Teufelei“ ist. Hauptkritikpunkt waren die schwache theoretische Grundlage der Studie und unumstrittene Einordnungen unter Bedingungen, in denen utopisches und antiutopisches Ideal oft nur schwer voneinander zu trennen sind. Antonello de Vergata, Professor an der Universität Modena und Reggio Emilia, argumentierte, dass der Hauptwert von Claeys Buch in der Rezension von mehr als 200 dystopischen Texten liege, die selbst Fachleuten wenig bekannt seien (obwohl nicht-englische Texte viel seltener erwähnt werden). Gleichzeitig kritisierte de Vergata den Autor dafür, dass er „echte“ Prototypen dystopischer Regimes wählte, da Benito Mussolini, Francisco Franco oder Miklós Horthy nicht erwähnt wurden. Manchmal wird Claeys als „nachlässig“ bezeichnet, insbesondere wenn er behauptet, dass die Ideen des Sozialdarwinismus sowohl von Nazis als auch von Stalinisten geteilt wurden, oder wenn er argumentierte, dass Marxismus und Bolschewismus synonym seien. Dennoch steht der Wert seiner Rezension außer Zweifel.
Beispiele
- 1880: Der Großinquisitor von Fjodor Michailowitsch Dostojewski
- 1891: Sozialdemokratische Zukunftsbilder von Eugen Richter
- 1895: Die Zeitmaschine von H. G. Wells
- 1899: Wenn der Schläfer erwacht (When the Sleeper Wakes) von H. G. Wells
- 1905: Die Republik des Südkreuzes von Waleri Jakowlewitsch Brjussow
- 1907: Lord of the World (Der Herr der Welt) von Robert Hugh Benson
- 1907: Die eiserne Ferse von Jack London
- 1908: Die Insel der Pinguine von Anatole France
- 1909: Die andere Seite von Alfred Kubin
- 1909: Die Maschine steht still von E. M. Forster
- 1917: Wenn der Krieg noch zwei Jahre dauert von Hermann Hesse als Emil Sinclair
- 1920: Wir von Jewgeni Iwanowitsch Samjatin
- 1922: Die Macht der Drei von Hans Dominik
- 1923: Der letzte Mensch. Drama von Hedwig Rossi
- 1924: Berge, Meere und Giganten von Alfred Döblin (1932 gekürzt und umgeschrieben unter dem Titel Die Giganten. Ein Abenteuerbuch neu herausgegeben.)
- 1925: Berlin ohne Juden von Artur Landsberger
- 1932: Schöne neue Welt (Brave New World) von Aldous Huxley
- 1935: Das ist bei uns nicht möglich (It Can’t Happen Here) von Sinclair Lewis
- 1936: Der Krieg mit den Molchen von Karel Čapek
- 1937: Nacht der braunen Schatten (Swastika Night) von Katharine Burdekin
- 1939: Auf den Marmorklippen von Ernst Jünger
- 1940: Kallocain von Karin Boye
- 1947: Das Bastardzeichen von Vladimir Nabokov
- 1948: 1984 von George Orwell
- 1949: Die Verbannten (The Exiles) von Ray Bradbury
- 1950: Die Mars-Chroniken von Ray Bradbury
- 1952: Player Piano von Kurt Vonnegut
- 1953: Fahrenheit 451 von Ray Bradbury
- 1954: Ich bin Legende, auch: Ich, der letzte Mensch (I am Legend) von Richard Matheson
- 1954: Herr der Fliegen (Lord of the Flies) von William Golding
- 1956: Der Minderheiten-Bericht (Minority Report) von Philip K. Dick
- 1957: Die Gelehrtenrepublik von Arno Schmidt
- 1959: Time Out of Joint von Philip K. Dick
- 1960: Nach der Stunde Null (Dark December) von Alfred Coppel
- 1961: Harrison Bergeron von Kurt Vonnegut
- 1962: Uhrwerk Orange (A Clockwork Orange) von Anthony Burgess (1970 verfilmt von Stanley Kubrick)
- 1964: Simulacron-3 von Daniel F. Galouye
- 1966: New York 1999 (Make Room! Make Room!) von Harry Harrison; Vorlage für den Film … Jahr 2022 … die überleben wollen (engl. Soylent Green) von 1973 (Drehbuch: Stanley R. Greenberg, Regie: Richard Fleischer)
- 1967: Ich muss schreien und habe keinen Mund (I Have No Mouth, and I Must Scream) von Harlan Ellison
- 1968: Morgenwelt von John Brunner
- 1968: Träumen Androiden von elektrischen Schafen? (Do Androids Dream Of Electric Sheep?) von Philip K. Dick, die literarische Vorlage für den Film Blade Runner (1982, Regie: Ridley Scott)
- 1969: Straße der Verdammnis (Damnation Alley) von Roger Zelazny
- 1970: Die Wächter von John Christopher
- 1973: Das Heerlager der Heiligen von Jean Raspail
- 1974: Oxygenien von Klára Fehér
- 1974: Eine andere Welt von Philip K. Dick
- 1974: Planet der Habenichtse (The Dispossessed) von Ursula K. Le Guin
- 1975: Der Schockwellenreiter (The Shockwave Rider) von John Brunner
- 1976: Gefangen in New York (City of Darkness)von Ben Bova
- 1977: Judge Dredd (in 2000 AD) von John Wagner
- 1977: Der dunkle Schirm von Philip K. Dick
- 1979: Todesmarsch von Stephen King (unter dem Pseudonym Richard Bachman)
- 1980: Der Schatten des Folterers (The Shadow of the Torturer) von Gene Wolfe
- 1982: Menschenjagd von Stephen King
- ab 1982: V wie Vendetta von Alan Moore
- 1984: Neuromancer von William Gibson
- 1985: Der Report der Magd (The Handmaid’s Tale) von Margaret Atwood, verfilmt von Volker Schlöndorff als Die Geschichte der Dienerin 1990
- 1986/87: Watchmen von Alan Moore
- 1987: Im Land der letzten Dinge (In the Country of Last Things) von Paul Auster
- 1988: The Domination von S. M. Stirling (Domination-Reihe)
- 1989: Ghost in the Shell von Masamune Shirow
- 1990 (begonnen 1982): Akira von Katsuhiro Otomo
- 1991: Sin City von Frank Miller
- 1992: Snow Crash von Neal Stephenson
- 1993: Hüter der Erinnerung (The Giver) von Lois Lowry
- 1994 (geschrieben 1863): Paris im 20. Jahrhundert (Paris au XXe siècle) von Jules Verne
- 1995: Morbus Kitahara von Christoph Ransmayr
- 1997: Die Schönheit jener fernen Stadt (A Scientific Romance) von H. G. Wells
- 1999: The Domination von S. M. Stirling
- 2000: Battle Angel Alita von Yukito Kishiro
- 2001: Mortal Engines von Philip Reeve (Mortal Engines-Tetralogie)
- 2003: Oryx und Crake von Margaret Atwood
- 2004: Der Wolkenatlas von David Mitchell
- 2005: Traveler von John Twelve Hawks
- 2006: Schule der Arbeitslosen von Joachim Zelter
- 2007: Metro 2033 von Dmitri Alexejewitsch Gluchowski
- 2008: Ich werde hier sein im Sonnenschein und im Schatten von Christian Kracht
- 2008: Die Straße von Cormac McCarthy
- 2009: Biokrieg von Paolo Bacigalupi
- 2009: Corpus Delicti: Ein Prozess von Juli Zeh
- 2009: Die Tribute von Panem von Suzanne Collins (Panem-Trilogie)
- 2011: Legend – Fallender Himmel (Legend) von Marie Lu
- 2012: Dark Canopy von Jennifer Benkau
- 2014: Der Circle von Dave Eggers
- 2014: California von Edan Lepucki
- 2014ff.: Red Rising und Fortsetzungen von Pierce Brown
- 2015: Unterwerfung von Michel Houellebecq
- 2016: Hospital von Han Song
- 2017: Die Optimierer von Theresa Hannig
- 2018: Moon of the Crusted Snow von Waubgeshig Rice
- 2019: One Second After: Die Welt ohne Strom von William R. Forstchen
- 2019: Kryonium. Die Experimente der Erinnerung von Matthias A. K. Zimmermann
- 2020: Das Ministerium für die Zukunft (The Ministry for the Future) von Kim Stanley Robinson
- 2021: Klara und die Sonne von Kazuo Ishiguro

## Filme und Fernsehserien (Auswahl)
- 1927: Metropolis von Thea von Harbou und Fritz Lang (Regie: Fritz Lang)
- 1968: Planet der Affen von Franklin J. Schaffner
- 1970: Das Millionenspiel von Tom Toelle
- 1971: Uhrwerk Orange von Stanley Kubrick
- 1971: THX 1138 von George Lucas
- 1973: … Jahr 2022 … die überleben wollen von Richard Fleischer
- 1976: Flucht ins 23. Jahrhundert von Michael Anderson
- 1981: Die Klapperschlange von John Carpenter
- 1982: Blade Runner von Ridley Scott
- 1985: Brazil von Terry Gilliam
- 1987: Running Man von Paul Michael Glaser
- 1988: Akira von Katsuhiro Otomo
- 1995: Ghost in the Shell von Mamoru Oshii
- 1995: 12 Monkeys von Terry Gilliam
- 1995: Neon Genesis Evangelion von Hideaki Anno
- 1997: Gattaca von Andrew Niccol
- 1998: Dark City von Alex Proyas
- 1999: Matrix von Andy und Larry Wachowski
- 2000: Battle Royale von Kinji Fukasaku
- 2002: Equilibrium von Kurt Wimmer
- 2002: Minority Report von Steven Spielberg
- 2006: Children of Men von Alfonso Cuarón, Tim Sexton und David Arata (Regie: Alfonso Cuarón)
- 2006: Idiocracy von Mike Judge
- 2009: District 9 von Neill Blomkamp
- 2011: Black Mirror von Charlie Brooker
- 2013: Oblivion von Joseph Kosinski
- 2013: Elysium von Neill Blomkamp
- 2013: The Purge – Die Säuberung von James DeMonaco
- 2017–2025: The Handmaid’s Tale – Der Report der Magd (Fernsehserie)

## Hörspiele (Auswahl)
- 1984–2001: Der letzte Detektiv von Michael Koser

## Bildende Kunst (Auswahl)
- 2016: „Dystopia Eutopia“ von Victoria Coeln